# Karl Otfried Müller
Karl Otfried Müller (født 28. august 1797 i Brieg, Schlesien, død 1. august 1840 i Athen) var en tysk klassisk filolog og arkæolog.
Müller studerede i Breslau og Berlin, hvor især Böckh påvirkede ham. 1819 blev han ekstraordinær professor i Göttingen, til hvis universitet han siden vedblev at være knyttet. I 1839 foretog han en studierejse til Syden, drog gennem Italien til Sicilien, kom det følgende forår til Grækenland, hvor han gennemrejste Peloponnes sammen med Ernst Curtius og derefter besøgte Nordgrækenland. I Delfi, hvor han foretog en mindre udgravning, blev han syg af overanstrengelse i den stærke varme, blev ført til Athen og døde her. Müller havde en enestående evne til at samle overleveringens forskelligartede enkeltheder (myter, sagn, oldsager, sproglige forhold og så videre) under en sammenfattende historisk betragtning, at belyse dem ved hinanden og af de tilsyneladende spredte træk at frembringe et sammenhængende billede. Fra sin ungdom satte han sig som mål at lægge en ny grund for en historisk forståelse af hellenerfolket og dets kultur ved at søge at trænge til bunds i de enkelte stammers ejendommeligheder; hans vigtigste arbejder i denne retning er: Ægineticorum liber (1817), Orchomenos und die Minyer (1820), Die Dorier (1824). Et beslægtet arbejde på et andet område er Die Etrusker (2 bind, 1828, på ny udgivet af Wilhelm Deecke 1877). Af betydning for studiet af den hellenistiske tid er hans skrift om Antiocheia (Antiquitates Antiochenæ, 1834–39). Frugten af mange års syssel med arkæologien nedlagde han i den fortræffelige Handbuch der Archäologie der Kunst (1830, 3. udgave ved Friedrich Wieseler 1848, optrykt på ny 1878). En art stofsamling hertil er det ligeledes meget benyttede værk: Denkmäler der alten Kunst, nach der Auswahl und Anordnung von Karl Otfried Müller gezeichnet und radiert von Carl Oesterley (begyndt at udkomme 1832, efter Müllers død fortsat af Wieseler); i gengivelser, der tilfredsstillede datidens krav, giver det et meget rigt udvalg af oldtidens billedkunst, ordnet dels efter fremstillingen, dels efter kunsthistoriske synspunkter. Det arkæologiske stof kendte Müller væsentlig ad litterær vej, gennem bøger; den store studierejse, der ville have ført Müller ind på nye baner ved at bringe ham i førstehånds berøring med selve mindesmærkerne, skulle han ikke overleve. Med de real-historiske og arkæologiske studier forbandt Müller bestandig arbejder i litterær filologisk retning. Han udgav 1833 Aischylos' Eumenider med tysk oversættelse og ledsaget af udførlige indledninger, samme år Varros skrift De lingua Latina og 1839 grammatikeren Festus. Sit hovedværk i filologisk retning Geschichte der griechischen Literatur bis auf das Zeitalter Alexanders efterlod Müller ufuldendt; behandlingen af litteraturens enkelte grene var ikke ført lige langt frem (udkom i 2 bind, 1841; 4. udgave 1882-84). Efter Müllers død er flere af hans mindre og større skrifter udgivne i de to samlinger: Kleine deutsche Schriften (2 bind, 1847–48) og Kunstarchäologische Werke (5 bind, 1872–73).